# Bisdom Bacolod
Het bisdom Bacolod (Latijn: Dioecesis Bacolodensis) is een rooms-katholiek bisdom met als zetel Bacolod, op de Filipijnen. Het bisdom is suffragaan aan het aartsbisdom Jaro. 

## Geschiedenis
Het bisdom werd opgericht op 15 juli 1931, uit delen van de bisdommen Cebu en Jaro o Santa Elisabetta, en was suffragaan aan het aartsbisdom Manilla. Op 28 april 1934 veranderde het van kerkprovincie en werd suffragaan aan het nieuw verheven aartsbisdom Cebu. Op 29 juni 1951 veranderde het nogmaals van kerkprovincie en werd suffragaan aan het nieuw verheven aartsbisdom Jaro. 
Het verloor meermaals gebied bij de oprichting van de bisdommen Dumaguete (1955), Kabankalan (1987) en San Carlos (1987).

## Parochies
Het bisdom had in 2022 een oppervlakte van 2.019 km2 en telde 1.634.870 inwoners waarvan 79,0% rooms-katholiek was.

## Bisschoppen
- Casimiro Magbanua Lladoc (23 juni 1933 - 22 september 1951)
  - Flaviano Barrechea Ariola (administrator: oktober 1951 - april 1952)
- Manuel Porcia Yap (5 maart 1952 - 16 oktober 1966)
- Antonio Yapsutco Fortich (13 januari 1967 - 31 januari 1989)
- Camilo Diaz Gregorio (20 mei 1989 - 28 augustus 2000)
- Vicente Macanan Navarra (24 mei 2001 - 24 mei 2016)
- Patricio Abella Buzon (24 mei 2016 - heden)

## Galerij van afbeeldingen

Wapen van het bisdom
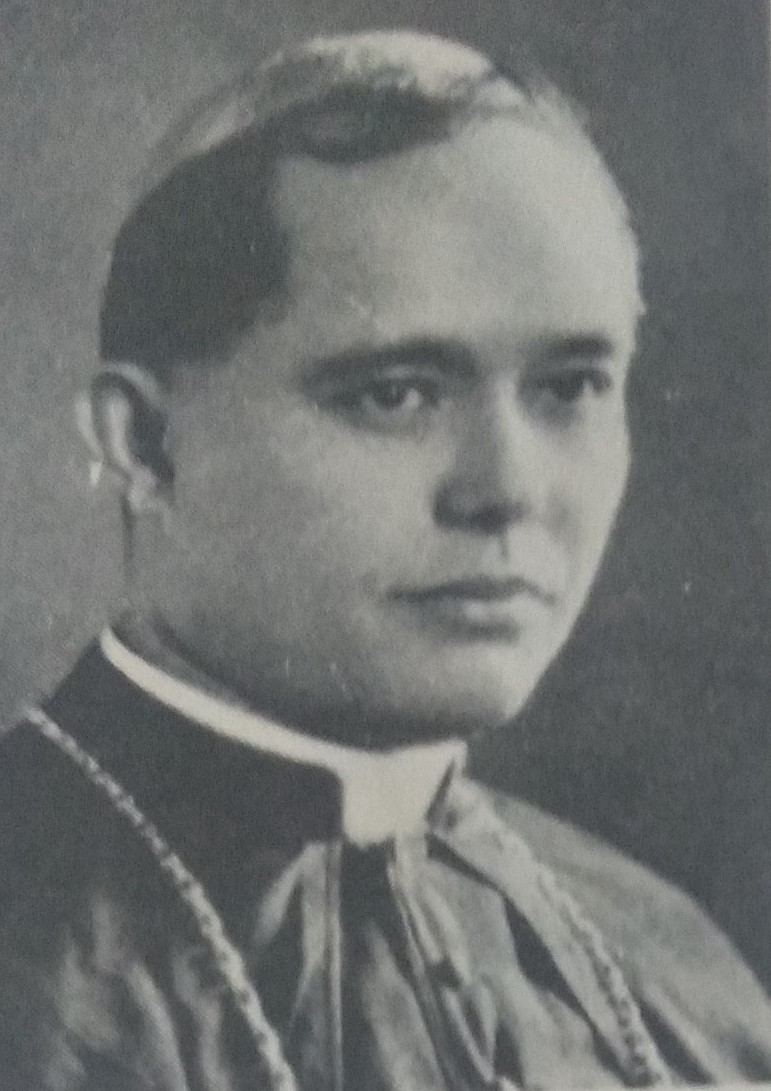
Bisschop Casimiro Magbanua Lladoc (1933-1951), de eerste bisschop

Jaro (aartsbisdom) · Bacolod · Kabankalan · San Carlos · San Jose de Antique